# Geranium rupicola
Geranium rupicola är en näveväxtart som beskrevs av Hugh Algernon Weddell. Geranium rupicola ingår i släktet nävor, och familjen näveväxter. Inga underarter finns listade i Catalogue of Life.